# Charlotte Motor Speedway
Der Charlotte Motor Speedway ist ein 1,5 mi (2,414 km) langer, im Jahre 1959 errichteter Speedway in Concord in North Carolina, nördlich von Charlotte. Es wurde in der Form eines Quad-Ovals mit einer Zuschauerkapazität von 165.000 Menschen errichtet. Das Infield bietet Raum für zusätzliche 50.000 Zuschauer. Auf dem Speedway wurden die ersten im Jahr 1992 eingeführten Nachtrennen ausgetragen. Außerdem war er der erste, auf dem Wohnungen gemietet werden können. Seit 1984 gibt es insgesamt 52 Eigentumswohnungen oberhalb der ersten Kurve. Eigentümer der Rennstrecke ist die Firma Speedway Motorsports, die dort ihr Hauptquartier hat. Der Speedway gilt als Heimatstrecke von NASCAR, da rund 90 % aller NASCAR-Teams ihren Sitz im Umkreis von 50 Meilen haben. Im Februar 1999 kaufte die Baumarktkette Lowe’s die Namensrechte der Strecke, die damit die erste in den USA mit einem Sponsor wurde. Im Sommer 2009 wurde beschlossen, den Vertrag für die Namensrechte nicht weiter zu verlängern, wodurch der Speedway seinen alten Namen wieder bekommt.
Neben dem Hauptoval besitzt der Speedway zusätzlich einen 2,25 mi (3,621 km) langen Straßenkurs sowie einer 0,6 mi (0,966 km) langen Kartbahn im Infield, ein Viertelmeilenoval bestehend aus Start-Ziel-Geraden und Boxengasse und ein 0,2 Meilen (0,322 km) Oval außerhalb von Kurve 3. Auf der gegenüberliegenden Seite des U.S. Highway 29 gibt es seit Mai 2000 einen 0,4 mi (0,644 km) langen Offroad-Kurs.
Seinen Spitznamen „The Beast of the Southeast“ verdankt der Speedway der Kurve 4 vor der Start- und Zielgeraden, da in dieser gehäuft Fahrer Kontakt mit der Außenmauer haben und sich dabei ihren Rennwagen beschädigen. Entsprechend sind dort zwei Augen aufgemalt, die nach einem „Opfer“ Ausschau halten.
Im Jahre 2005 musste der Streckenbelag erneuert werden, gleichzeitig wurden Bodenwellen entfernt. Die Arbeiten in der Boxengasse folgten im Jahre 2006. Die hierbei angewandte Methode führte zu erheblichen Reifenproblemen bei den zwei jährlich stattfindenden NASCAR-Rennen. Das Coca-Cola 600 Ende Mai 2005 endete mit 22 Gelbphasen und einer roten Flagge, was Rekord der NASCAR Cup Series ist. Gleichzeitig war es das erste Rennen in 25 Jahren, das über fünf Stunden dauerte. Neben den Reifenproblemen führte die Erneuerung der Oberfläche auch zu höheren Geschwindigkeiten.
An einem typischen Rennwochenende kann Concord über 200.000 Menschen aufnehmen. Dadurch wird es zeitweise zur drittgrößten Stadt in North Carolina.

## Veranstaltungen

### ARCA
Der Automobile Racing Club of America veranstaltet die ARCA Racing Series auf dem Lowe’s Motor Speedway. Über mehrere Jahre kam es zu schweren Unfällen entweder im Rennen oder im Training, bei denen mehrere Fahrer ihr Leben verloren. Der letzte war Eric Martin aus Hixson am 9. Oktober 2002. Er verlor die Kontrolle über seinen Wagen und Deborah Renshaw traf ihn mit 160 mph (257,5 km/h), wobei Martin direkt ums Leben kam. Seit diesem Unfall sind Spotter auch in allen Trainingssitzungen vorgeschrieben.

### Indy Racing League
Zwei Rennen der Indy Racing League fanden in den Jahren 1997 und 1998 auf dem Lowe’s Motor Speedway statt, die von Buddy Lazier und Kenny Bräck gewonnen wurden. Im Jahr 1999 wurde das Rennen auf das erste Wochenende im Mai verlegt und war somit das letzte Rennen vor dem Indianapolis 500. In Runde 61 verlor ein Rennwagen bei einem Unfall einen Reifen, der von einem anderen Wagen in die Zuschauerränge geschleudert wurde. Bei diesem Unfall wurden drei Zuschauer getötet, acht weitere wurden verletzt. Das Rennen wurde nach 79 der eigentlich geplanten 208 Runden abgebrochen. Es war das letzte, welches die IRL auf dem Speedway veranstaltete.
Dieser Vorfall in Verbindung mit einem vorhergegangenen Unfall im Juli 1998 bei einem Rennen der Champ-Car-Serie auf dem Michigan International Speedway, bei dem ebenfalls drei Zuschauer getötet wurden, führte zu neuen Regeln, wonach die Räder der Rennwagen zusätzlich mit Halteseilen befestigt werden müssen, um zukünftig solche Unfälle zu vermeiden. Zusätzlich wurden neue Fangzäune eingeführt, die aufgrund ihrer Form Wrackteile davon abhalten sollen, in die Zuschauerränge zu fliegen.
Nach dem Unfall gab es eine kurze Serie von Bombenanschlägen in den Lowe’s-Baumärkten in North Carolina, bei der drei Menschen verletzt wurden. Zunächst gab es die Vermutung, die Anschläge ständen in Verbindung mit dem Unfall auf dem Speedway. Als der Attentäter George Rocha verhaftet wurde, gab er dies zunächst auch als Grund an, gestand jedoch einige Zeit später, dass die Anschläge nichts mit dem Unfall zu tun hatten und er nur wütend war, dass er bei einem Ladendiebstahl erwischt wurde.
Indy Racing League Ergebnisse
| Season | Datum    | Name des Rennens | Sieger                             | Chassis                            | Motor                              |
| ------ | -------- | ---------------- | ---------------------------------- | ---------------------------------- | ---------------------------------- |
| 1997   | 26. Juli | VisionAire 500k  | Buddy Lazier                       | Dallara                            | Oldsmobile                         |
| 1998   | 25. Juli | VisionAire 500k  | Kenny Bräck                        | Dallara                            | Oldsmobile                         |
| 1999   | 1. Mai   | VisionAire 500k  | Rennen nach 79 Runden abgebrochen* | Rennen nach 79 Runden abgebrochen* | Rennen nach 79 Runden abgebrochen* |

* Anmerkung: Ein Unfall in Runde 62 mit drei beteiligten Wagen in Kurve 4 führte dazu, dass Trümmer in die Zuschauerränge flogen. Nach Angaben von Mike King, dem Sprecher der Indy Racing League, waren die Tribünen im Scheitelpunkt von Kurve 1 geschlossen, aber die Tribünen hinter dem Scheitelpunkt waren geöffnet. Die Tribüne am Ausgang von Kurve 4 war ebenfalls geschlossen. Als mehr Zuschauer als erwartet zum Rennen kamen, wurden zusätzliche Tribünen freigegeben. Eine davon war der Bereich in Kurve 4, in den die Trümmer des Unfalls geschleudert wurden. Zu diesem Zeitpunkt führte Buddy Lazier das Rennen an. Nach den Boxenstopps führte Greg Ray, bevor das Rennen nach 79 Runden in der 80. Runde abgebrochen wurde.

### Weitere Nutzungsarten
Die Anlage gilt als einer der belebtesten Sportaustragungsorte in den USA, auf dem über 380 Events pro Jahr stattfinden. Neben vielen Rennen findet auf dem Speedway auch zweimal im Jahr die Food Lion Automesse statt, eine der größten Automessen der USA. Viele Werbespots und Filme wurden zudem hier gedreht, darunter Tage des Donners und Logan Lucky. Weiterhin ist er ein beliebtes Ausflugsziel für Touristen und Teststrecke.
Am 26. Mai 2006 feierte der Pixar-Film Cars seine Premiere auf dem Speedway auf mehreren großen Leinwänden. Auf der Food Lion Automesse im April 2005 fand gleichzeitig eine Skulpturenausstellung von Jim Gary’s Twentieth Century Dinosaurs statt. Diese Menagerie von Garysauri bestand aus lebensgroßen aus Autoteilen zusammengesetzten Skulpturen.

## Aktuelle Streckenrekorde
| Rekord                            | Jahr | Datum       | Fahrer           | Hersteller | Zeit    | Durchschnitts- geschwindigkeit (mph) | Durchschnitts- geschwindigkeit (km/h) |
| --------------------------------- | ---- | ----------- | ---------------- | ---------- | ------- | ------------------------------------ | ------------------------------------- |
| NASCAR Cup Series                 |      |             |                  |            |         |                                      |                                       |
| Qualifying                        | 2014 | 9. Oktober  | Kurt Busch       | Chevrolet  | 27,167  | 198,771                              | 319,891                               |
| Rennen (600 Meilen)               | 2016 | 29. Mai     | Martin Truex jr. | Toyota     | 3:44:05 | 160,655                              | 258,549                               |
| Rennen (500 Meilen)               | 1999 | 10. Oktober | Jeff Gordon      | Chevrolet  | 3:07:31 | 160,306                              | 257,987                               |
| NASCAR Xfinity Series             |      |             |                  |            |         |                                      |                                       |
| Qualifying                        | 2014 | 8. Oktober  | Jimmie Johnson   | Chevrolet  | 28,763  | 187,735                              | 302,130                               |
| Rennen (300 Meilen)               | 1996 | 25. Mai     | Mark Martin      | Ford       | 1:55:23 | 155,996                              | 251,051                               |
| NASCAR Camping World Truck Series |      |             |                  |            |         |                                      |                                       |
| Qualifying                        | 2014 | 16. Oktober | Kyle Busch       | Toyota     | 29,384  | 183,773                              | 295,754                               |
| Rennen (200 Meilen)               | 2003 | 16. Mai     | Ted Musgrave     | Dodge      | 1:45:05 | 114,768                              | 184,701                               |